# Open 13 Provence 2021 - Qualificazioni singolare
Le qualificazioni del singolare del Open 13 Provence 2021 sono un torneo di tennis preliminare per accedere alla fase finale della manifestazione. I vincitori dell'ultimo turno sono entrati di diritto nel tabellone principale. In caso di ritiro di uno o più giocatori aventi diritto a questi sono subentrati i Lucky loser, ossia i giocatori che hanno perso nell'ultimo turno ma che avevano una classifica più alta rispetto agli altri partecipanti che avevano comunque perso nel turno finale.

## Teste di serie
1. Antoine Hoang (primo turno)
2. Marc Polmans (primo turno)
3. Arthur Rinderknech (qualificato)
4. Bernabé Zapata Miralles (primo turno)

1. Maxime Cressy (ultimo turno)
2. Filip Horanský (primo turno)
3. Steven Diez (ultimo turno)
4. Frederico Ferreira Silva (primo turno)

## Qualificati
1. Alex Molčan
2. Constant Lestienne

1. Arthur Rinderknech
2. Matthew Ebden

## Tabellone

### Legenda
| - Q = Qualificato - WC = Wild card - LL = Lucky loser | - ALT = Alternate - SE = Special Exempt - PR = Protected Ranking | - w/o = Walkover - r = Ritirato - d = Squalificato |

### Sezione 1
|  | Primo turno | Primo turno    | Primo turno    | Primo turno | Primo turno |  |  | Ultimo turno | Ultimo turno   | Ultimo turno   | Ultimo turno | Ultimo turno |  |
|  |             |                |                |             |             |  |  |              |                |                |              |              |  |
|  | 1           | Antoine Hoang  | 3              | 6           | 6           |  |  |              |                |                |              |              |  |
|  |             | Alex Molčan    | 6              | 3           | 7           |  |  |              | Alex Molčan    | Alex Molčan    | 6            | 6            |  |
|  |             | Ernests Gulbis | Ernests Gulbis | 6           | 6           |  |  |              | Ernests Gulbis | Ernests Gulbis | 2            | 4            |  |
|  | 6           | Filip Horanský | Filip Horanský | 2           | 4           |  |  |              |                |                |              |              |  |

### Sezione 2
|  | Primo turno | Primo turno        | Primo turno        | Primo turno | Primo turno |  |  | Ultimo turno | Ultimo turno       | Ultimo turno       | Ultimo turno       | Ultimo turno |  |
|  |             |                    |                    |             |             |  |  |              |                    |                    |                    |              |  |
|  | 2           | Marc Polmans       | Marc Polmans       | 4           | 4           |  |  |              |                    |                    |                    |              |  |
|  |             | Constant Lestienne | Constant Lestienne | 6           | 6           |  |  |              | Constant Lestienne | Constant Lestienne | Constant Lestienne | 2            |  |
|  |             | Viktor Troicki     | 6                  | 2           | 2           |  |  | 7            | Steven Diez        | Steven Diez        | Steven Diez        | 0r           |  |
|  | 7           | Steven Diez        | 3                  | 6           | 6           |  |  |              |                    |                    |                    |              |  |

### Sezione 3
|  | Primo turno | Primo turno        | Primo turno        | Primo turno | Primo turno |  |  | Ultimo turno | Ultimo turno       | Ultimo turno       | Ultimo turno | Ultimo turno |  |
|  |             |                    |                    |             |             |  |  |              |                    |                    |              |              |  |
|  | 3           | Arthur Rinderknech | Arthur Rinderknech | 6           | 6           |  |  |              |                    |                    |              |              |  |
|  |             | Maxime Janvier     | Maxime Janvier     | 3           | 3           |  |  | 3            | Arthur Rinderknech | Arthur Rinderknech | 7            | 6            |  |
|  | WC          | Alexandre Müller   | 3                  | 7           | 3           |  |  | 5            | Maxime Cressy      | Maxime Cressy      | 64           | 0            |  |
|  | 5           | Maxime Cressy      | 6                  | 65          | 6           |  |  |              |                    |                    |              |              |  |

### Sezione 4
|  | Primo turno | Primo turno              | Primo turno             | Primo turno | Primo turno |  |  | Ultimo turno | Ultimo turno    | Ultimo turno    | Ultimo turno | Ultimo turno |  |
|  |             |                          |                         |             |             |  |  |              |                 |                 |              |              |  |
|  | 4           | Bernabé Zapata Miralles  | Bernabé Zapata Miralles | 5           | 64          |  |  |              |                 |                 |              |              |  |
|  | WC          | Mathias Bourgue          | Mathias Bourgue         | 7           | 7           |  |  | WC           | Mathias Bourgue | Mathias Bourgue | 4            | 3            |  |
|  | Alt         | Matthew Ebden            | 65                      | 6           | 7           |  |  | Alt          | Matthew Ebden   | Matthew Ebden   | 6            | 6            |  |
|  | 8           | Frederico Ferreira Silva | 7                       | 4           | 65          |  |  |              |                 |                 |              |              |  |